# Abu-Hamza
Al-Mukhtar ibn Awf al-Azdí, més conegut simplement per la seva kunya com Abu-Hamza, fou un revolucionari kharigita nadiu de Bàssora, tot i que va operar al Hijaz, principalment a la Meca. Va ser un dels homes de confiança d'Abu-Ubayda Múslim ibn Abi-Karima, àlies Karzín, tradicionista i cap dels ibadites de Bàssora, que el va enviar vers el 746 al Hijaz per col·laborar amb Abd-Al·lah ibn Yahya, àlies Tàlib al-Haqq; el va seguir al Hadramawt i el va reconèixer com a imam. Abd-Al·lah va decidir ocupar les ciutats santes i va enviar al nord un exèrcit d'uns mil homes manat per Abu-Hamza; sembla que Abu-Hamza va ocupar la Meca per sorpresa durant el pelegrinatge (agost del 747). En la primera khutba va atacar els omeies i va elogiar els kharigites. Llavors va enviar el seu lloctinent Balj ibn Uqba al-Azdí a Medina, que fou ocupada. Marwan II va enviar un fort exèrcit manat per Abd-al-Màlik ibn Muhàmmad ibn Atiyya as-Sadí que va topar amb els rebels al riu Kura (Geòrgia) i els va derrotar totalment (gener del 748). Balj va morir al combat. Abu-Hamza, amb poques forces, es va enfrontar a Abd-al-Màlik, però fou derrotat i mort i el seu cap fou enviat al califa.